# Juan Rosals y Corretjer
Juan Rosals y Corretjer (n. Barcelona en 1877, m. Barcelona en 1917) fue un naturalista de España.
Afucionado desde pequeño a la naturaleza y sus maravillas, encontró su pasión en el excursionismo científico, encauzada por el Centro excursionista de Cataluña, donde ingresó en 1897.
De ahí entró en la Institución catalana de Historia Natural, nombrado bibliotecario en 1906 y alcanzando el grado de consejero en 1911.
Participó en el Congreso de naturalistas nacionales de Zaragoza en 1908 y organizó el Congreso internacional en Barcelona en 1909.
Esto le sirvió de contacto con otros muchos entusiastas de diversos puntos del mundo.
Sus principales intereses eran las variedades de los moluscos.
Publicó abundantes investigaciones y su colección era extremadamente numerosa. Su viuda la cedió al Museo de Ciencias Naturales de Barcelona, donde hoy puede admirarse.